# جوزيف دبليو. ديلي
جوزيف دبليو. ديلي (بالإنجليزية: Joseph W. Dailey)‏ هو عسكري أمريكي، ولد في 17 فبراير 1917 في أركنساس في الولايات المتحدة، وتوفي في 5 يوليو 2007 في شاطئ نيوبورت في الولايات المتحدة.